# Guido Masetti
Guido Masetti (født 22. november 1907, død 26. november 1993) var en italiensk fodboldspiller (målmand) og senere træner.
Masetti blev verdensmester med Italiens landshold ved både VM 1934 på hjemmebane, og ved VM 1938 i Frankrig.Han var dog ikke på banen i nogen af turneringerne, og nåede kun at spille to kampe for landsholdet.
På klubplan repræsenterede Masettihenholdsvis Hellas Verona i sin fødeby, samt AS Roma.
Efter at have indstillet sin aktive karriere var Masetti i en årrække træner, blandt andet for sin gamle klub som aktiv, AS Roma, samt for Palermo.